# Lupta pentru foc
Lupta pentru foc (în franceză La Guerre du feu) este un roman  belgian despre trecutul preistoric al omenirii. A fost publicat în foileton în anul 1909 (și într-o versiune integrală în 1911 la Éditions Fasquelle). Autorul romanului este menționat pe copertă ca fiind J.-H. Rosny, pseudonimul a doi frați; autorul a fost probabil cel mai în vârstă din cei doi, Joseph Henri Honoré Boex (1856–1940). A fost publicat pentru prima dată în engleză în 1967 și în română la editura Tineretului în anul 1968. 
Romanul are loc în trecutul preistoric, iar personajele sale sunt oameni primitivi, povestea are loc cu aproximativ o sută de mii de ani în trecut. Acțiunea romanului se învârte în jurul temei stăpânirii focului de către oameni. Autorul avea deja experiență în scrierea acestui gen de lucrări. Anterior, au fost publicate romanele sale Vamireh (1892) și Eyrimah (1893), dedicate tot vieții oamenilor primitivi.
Povestea din Lupta pentru foc este continuată în romanul Leul uriaș (Le Félin géant) din 1918.

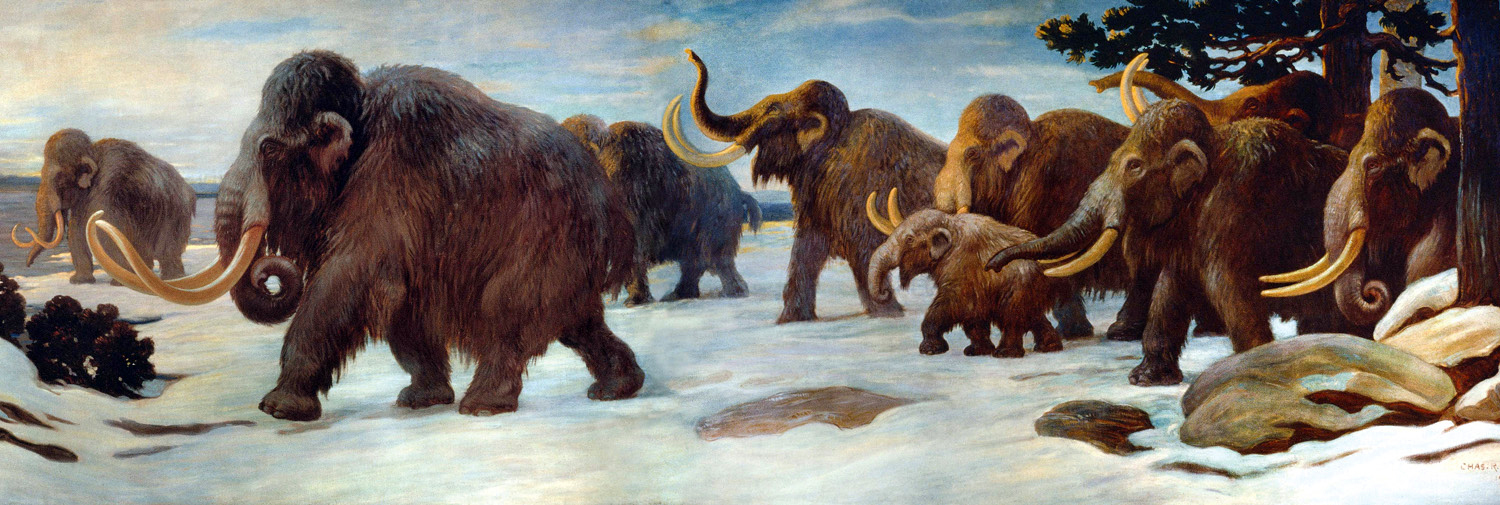
Mamuți lângă Râul Somme (de Charles R. Knight)

## Prezentare
Din generație în generație, viața tribului Oulhamr este organizată în jurul focului - îl păstrează și îl susțin, dar nu știu cum să-l obțină. Ei îl păstrează cu sfințenie în trei cuști păzite zi și noapte de patru femei și doi războinici. În timpul unei confruntări sălbatice cu un trib inamic, focul este distrus, iar șeful tribului Faouhm o promite pe fiica sa Gammla și implicit conducerea tribului celui care va aduce înapoi focul tribului. 
Un voluntar se prezintă imediat: Naoh, fiul Leopardului, cel mai mare și mai agil dintre Oulhamr care o spiona și o râvnea de multă vreme pe Gammla. El alege ca însoțitori ai săi alți doi tineri războinici, pe Nam și Gaw, doi tineri războinici ușori și rapizi, în locul unor războinici mai puternici.
Aghoo, fiul lui Aurochs - o brută păroasă care trăiește la margine cu cei doi frați ai săi și cu unele femei terorizate - îl provoacă pe Naoh promițând că el va aduce flacăra. Ei încearcă să pună stăpânire pe Gammla.
A doua zi, fiecare grup începe să se confrunte cu numeroasele pericole ale lumii ostile din jurul lor ... În timpul căutării lor, Naoh, Nam și Gaw, vor trebui să scape de mamuți și alte animale sălbatice, de leul uriaș și tigri, devoratorii de bărbați, pitici roșii și ursul uriaș. După o ultimă luptă împotriva lui Aghoo și a fraților săi, ei aduc în sfârșit focul înapoi tribului Oulhamr. 

## Ecranizări
O primă ecranizare, La Guerre du feu, a fost realizată în 1915 de regizorul Georges Denola, cu actorii Denola, André Simon, Monsieur Delmy, Herman Grégoire și Léa Piron.
A fost ecranizat ca un lungmetraj cu același nume, La Guerre du feu (Războiul focului), în 1981, de către regizorul Jean-Jacques Annaud. În film joacă actorii Ron Perlman ca Amoukar, Rae Dawn Chong ca Ika, Nameer El-Kadi ca Gaw și Everett McGill ca Naoh.
Filmul Războiul focului a fost nominalizat la șase premii César în 1981, inclusiv cel mai bun scenariu original sau adaptare pentru Gérard Brach, cea mai bună muzică scrisă pentru un film pentru Philippe Sarde, cea mai bună cinematografie pentru Claude Agostini și cele mai bune decoruri pentru Brian Morris, câștigând premiile César pentru cel mai bun film și pentru cel mai bun regizor. În 1983 a câștigat Premiul Oscar pentru cel mai bun machiaj. Tot în 1983, a câștigat cinci categorii la Premiile Genie.

## Vezi și
- Xipehuzii
- Navigatorii infinitului
- Prizoniera oamenilor mistreți
- Moartea Terrei
- Leul uriaș
- 1909 în literatură
- 1911 în literatură